# International Swimming Hall of Fame

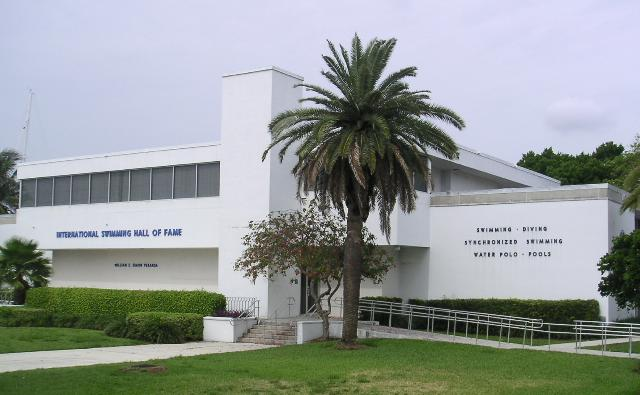
International Swimming Hall of Fame

Die International Swimming Hall of Fame (ISHOF) ist die Ruhmeshalle des internationalen Schwimmsports. Sie befindet sich in Fort Lauderdale, Florida direkt am Atlantischen Ozean. Ihre Aufgabe ist die Ehrung herausragender Leistungen und Beiträge von Sportlern aus den Bereichen Schwimmen, Wasserball, Wasserspringen und Synchronschwimmen, sowie Trainern und Förderern des Schwimmsports.

## Geschichte
Die Ruhmeshalle wurde im Jahr 1965 vom Olympiasieger und Schauspieler Johnny Weissmüller eröffnet. Der wellenförmige Gebäudekomplex besteht aus einem Museum, einer Bibliothek und einem Archiv und beinhaltet die wohl größte Sammlung von Büchern, Manuskripten, Dokumenten, Erinnerungsstücken und anderen Objekten zum Thema Schwimmen.
Seit ihrer Eröffnung wurden 338 Schwimmer (davon neun Langstreckenschwimmer und 14 Masters-Schwimmer), 81 Wasserspringer, 36 Wasserballspieler, 22 Synchronschwimmer, 77 Trainer und 61 Förderer des Schwimmsports aus 31 Ländern in die Ruhmeshalle aufgenommen.

## Aufnahmekriterien
Die Aufnahme in die Ruhmeshalle wird durch ein mehr als hundertköpfiges internationales Komitee entschieden. Als Schwimmsportler kann man frühestens vier Jahre nach Ende der Karriere aufgenommen werden und muss herausragende internationale Erfolge vorweisen können. Als Auswahlkriterien gelten (in der Reihenfolge der Wichtigkeit):
1. olympische Goldmedaillen
2. Weltrekorde
3. Zahl der olympischen Medaillen, Teilnahme an Olympischen Spielen, Finalteilnahmen
4. Weltmeistertitel
5. Zahl der Weltmeistertitel
6. Weltcup- und Grand-Prix-Siege
7. Siege bei Kontinentalmeisterschaften
8. nationale Meistertitel
9. fehlende Teilnahmen an Olympischen Spielen wegen Krieg (1916, 1940, 1944), Boykott (1976, 1980, 1984), Verletzungen oder Karriere-Unterbrechungen
10. erreichte Meilensteine im Schwimmsport

Für Masters-Schwimmer, Trainer und Förderer gelten spezielle Aufnahmekriterien, die in den entsprechenden Teillisten aufgeführt sind.

## Mitglieder der Ruhmeshalle
Im Folgenden werden alle seit 1965 in die Ruhmeshalle aufgenommenen Mitglieder getrennt nach (Becken-)Schwimmern, Langstreckenschwimmern, Masters-Schwimmern, Wasserspringern, Wasserballspielern, Synchronschwimmern, Trainern und Förderern aufgelistet. Einige Mitglieder sind aufgrund ihrer Leistungen in mehr als einer Funktion (z. B. als Wasserballspieler und später als Trainer) aufgenommen worden, sie werden in den folgenden Teillisten aber nur einmal in ihrer erfolgreichsten Tätigkeit aufgeführt.
| Vollständige Liste  | USA | AUS | GBR | GER | HUN | JPN | CAN | RUS | NED | FRA | ITA | SWE | CHN | YUG | RSA | DEN | MEX | Sonst | Gesamt |
| ------------------- | --- | --- | --- | --- | --- | --- | --- | --- | --- | --- | --- | --- | --- | --- | --- | --- | --- | ----- | ------ |
| Schwimmer           | 156 | 34  | 16  | 27  | 13  | 20  | 7   | 6   | 8   | 4   | 2   | 4   | 0   | 1   | 4   | 3   | 1   | 9     | 315    |
| Freiwasserschwimmer | 3   | 0   | 3   | 0   | 0   | 0   | 1   | 0   | 0   | 0   | 0   | 0   | 0   | 0   | 0   | 0   | 0   | 2     | 9      |
| Masters-Schwimmer   | 12  | 0   | 1   | 0   | 0   | 1   | 0   | 0   | 0   | 0   | 0   | 0   | 0   | 0   | 0   | 0   | 0   | 0     | 14     |
| Wasserspringer      | 52  | 1   | 1   | 5   | 0   | 0   | 1   | 3   | 0   | 0   | 2   | 4   | 7   | 0   | 0   | 1   | 2   | 2     | 81     |
| Wasserballspieler   | 5   | 0   | 3   | 1   | 12  | 0   | 0   | 3   | 0   | 1   | 4   | 0   | 0   | 4   | 0   | 0   | 0   | 3     | 36     |
| Synchronschwimmer   | 15  | 0   | 0   | 2   | 0   | 1   | 6   | 0   | 0   | 0   | 0   | 0   | 0   | 0   | 0   | 0   | 0   | 0     | 22     |
| Trainer             | 53  | 6   | 2   | 0   | 2   | 2   | 4   | 0   | 2   | 1   | 1   | 1   | 1   | 1   | 0   | 0   | 0   | 1     | 77     |
| Förderer            | 33  | 4   | 9   | 1   | 2   | 0   | 2   | 0   | 1   | 3   | 0   | 0   | 0   | 0   | 1   | 0   | 1   | 4     | 61     |
| Gesamt              | 329 | 45  | 34  | 34  | 29  | 24  | 21  | 12  | 11  | 9   | 9   | 9   | 8   | 6   | 5   | 4   | 4   | 21    | 614    |

Die unter Sonst zusammengefassten Länder sind: Ägypten (2 Mitglieder), Algerien (1), Argentinien (3), Belgien (2), Brasilien (1), Britisch-Guyana (1), Neuseeland (2), Österreich (3), Peru (1), Salomonen (1), Spanien (3), Surinam (1) und Tschechien (1). Die Zahlen der deutschen Mitglieder (GER) enthalten die Sportler aus der DDR, die der russischen (RUS) die Sportler aus der Sowjetunion.

### Mitglieder Deutschland

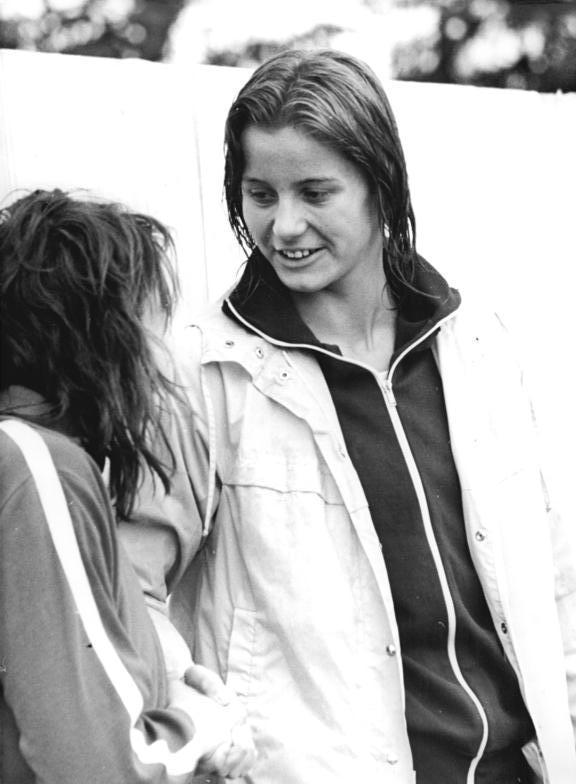
Kornelia Ender, 1974

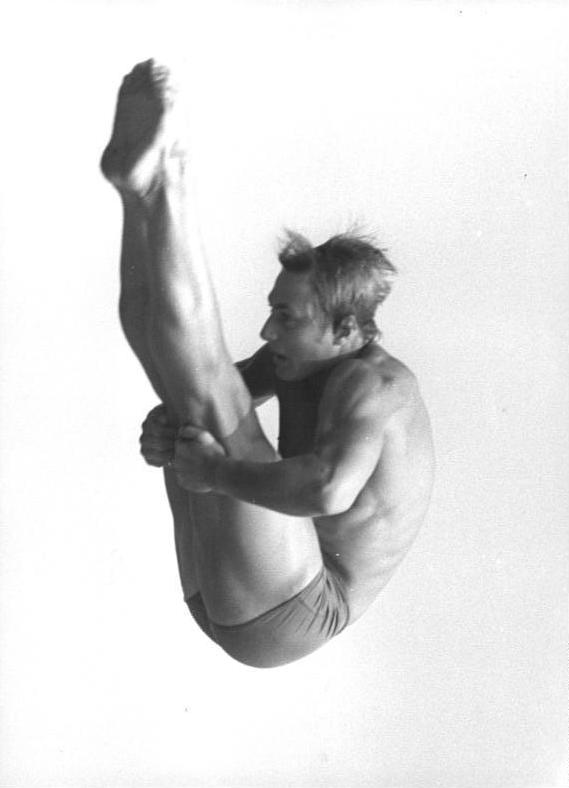
Falk Hoffmann, 1978

| Name        | Vorname      | Geschl. | geb., gest.    | Kategorie            | Aufnahme |
| ----------- | ------------ | ------- | -------------- | -------------------- | -------- |
| Anke        | Hannelore    | F       | * 1957         | Schwimmen            | 1990     |
| Bathe       | Walter       | M       | * 1892, † 1959 | Schwimmen            | 1970     |
| Bieberstein | Arno         | M       | * 1883, † 1918 | Schwimmen            | 1988     |
| Brack       | Walter       | M       | * 1880, † 1919 | Schwimmen            | 1997     |
| Ender       | Kornelia     | F       | * 1958         | Schwimmen            | 1981     |
| Fassnacht   | Hans         | M       | * 1950         | Schwimmen            | 1992     |
| Groß        | Michael      | M       | * 1964         | Schwimmen            | 1995     |
| Gunst       | Fritz „Itze“ | M       | * 1908, † 1992 | Wasserball           | 1990     |
| Günther     | Paul         | M       | * 1882, † 1945 | Wasserspringen       | 1988     |
| Happe       | Ursula       | F       | * 1926, † 2021 | Schwimmen            | 1997     |
| Hase        | Dagmar       | F       | * 1969         | Schwimmen            | 2013     |
| Hoffmann    | Falk         | M       | * 1952         | Wasserspringen       | 1986     |
| Hoppenberg  | Ernst        | M       | * 1878, † 1937 | Schwimmen            | 1988     |
| Kother      | Rosemarie    | F       | * 1956         | Schwimmen            | 1986     |
| Krämer      | Ingrid       | F       | * 1943         | Wasserspringen       | 1975     |
| Krause      | Barbara      | F       | * 1959         | Schwimmen            | 1988     |
| Matthes     | Roland       | M       | * 1950, † 2019 | Schwimmen            | 1981     |
| Metschuck   | Caren        | F       | * 1963         | Schwimmen            | 1990     |
| Otto        | Kristin      | F       | * 1966         | Schwimmen            | 1993     |
| Pollack     | Andrea       | F       | * 1961         | Schwimmen            | 1987     |
| Rademacher  | Erich „Ete“  | M       | * 1901, † 1979 | Schwimmen/Wasserball | 1972     |
| Rausch      | Emil         | M       | * 1883, † 1954 | Schwimmen            | 1968     |
| Reinisch    | Rica         | F       | * 1965         | Schwimmen            | 1989     |
| Richter     | Ulrike       | F       | * 1959         | Schwimmen            | 1983     |
| Ritter      | Max          | M       | * 1886, † 1974 | Förderer             | 1965     |
| Schrader    | Hilde        | F       | * 1910, † 1966 | Schwimmen            | 1994     |
| Schneider   | Petra        | F       | * 1963         | Schwimmen            | 1989     |
| Sietas      | Erwin        | M       | * 1910, † 1989 | Schwimmen            | 1992     |
| Tauber      | Ulrike       | F       | * 1958         | Schwimmen            | 1988     |
| Thümer      | Petra        | F       | * 1961         | Schwimmen            | 1987     |
| van Almsick | Franziska    | F       | * 1978         | Schwimmen            | 2010     |
| Walz        | Gottlob      | M       | * 1881, † 1943 | Wasserspringen       | 1988     |
| Zacharias   | Georg        | M       | * 1886, † 1953 | Schwimmen            | 2002     |
| Zürner      | Albert       | M       | * 1890, † 1920 | Wasserspringen       | 1988     |

### Mitglieder Österreich
| Name    | Vorname | geb., gest.    | Kategorie | Aufnahme |
| ------- | ------- | -------------- | --------- | -------- |
| Neumann | Paul    | * 1875, † 1932 | Schwimmen | 1986     |
| Scheff  | Otto    | * 1889, † 1956 | Schwimmen | 1988     |
| Wahle   | Otto    | * 1879, † 1963 | Schwimmen | 1996     |